# Konstantin Bidinski
Konstantin Iosifowicz Bidinski (ros. Константин Иосифович Бидинский, ur. w kwietniu 1896 w Kałudze, zm. 3 marca 1939) – radziecki polityk.

## Życiorys
1915-1918 żołnierz rosyjskiej armii, następnie Armii Czerwonej, od 1920 członek RKP(b). Od 1923 szef okręgowej milicji i zastępca szefa charkowskiej gubernialnej milicji robotniczo-chłopskiej, kierownik wydziału organizacyjnego Komitetu Okręgowego KP(b)U w Kupiańsku, później członek biura i zastępca członka Komitetu Okręgowego KP(b)U w Winnicy, potem pracownik Banku Państwowego ZSRR. Do 1935 szef Wydziału Politycznego Stanicy Maszynowo-Traktorowej w obwodzie moskiewskim, 1935-1937 sekretarz Komitetu Wykonawczego Moskiewskiej Rady Obwodowej, od 23 czerwca do października 1937 przewodniczący Komitetu Wykonawczego Zachodniej Rady Obwodowej. Od 1 października do listopada 1937 przewodniczący Biura Organizacyjnego WCIK na obwód orłowski, od 9 listopada 1937 do 21 kwietnia 1938 I sekretarz Biura Organizacyjnego KC WKP(b) na obwód orłowski. Odznaczony Orderem Lenina i Orderem Czerwonego Sztandaru (1922).
22 kwietnia 1938 aresztowany, 2 marca 1939 skazany na śmierć przez Wojskowe Kolegium Sądu Najwyższego ZSRR, następnie rozstrzelany.